# Compsacris brevipennis
Compsacris brevipennis är en insektsart som först beskrevs av Rehn, J.A.G. 1906.  Compsacris brevipennis ingår i släktet Compsacris och familjen gräshoppor. Inga underarter finns listade i Catalogue of Life.